# La piovra 6 - L'ultimo segreto
La piovra 6 - L'ultimo segreto è una miniserie televisiva, sesto seguito della serie televisiva italiana La piovra.
Miniserie in sei puntate per la regia di Luigi Perelli, è andata in onda la prima volta in Italia dal 30 novembre al 21 dicembre 1992 su Rai 1, di domenica e lunedì, in prima serata.
La messa in onda di tale miniserie era in realtà prevista prima per l'autunno 1991 e poi per la primavera 1992, ma a causa di violente polemiche sorte sui contenuti della stessa (polemiche che già avevano investito la miniserie precedente) la trasmissione della stessa venne posticipata di oltre un anno.
Tra gli interpreti Vittorio Mezzogiorno, Patricia Millardet, Remo Girone, Xavier Deluc, Pierre Mondy, Corinne Dacla, Ferruccio De Ceresa, Ana Torrent, Luigi Diberti, Orso Maria Guerrini, Tommaso Bianco, Bruno Cremer, Tony Sperandeo, Glauco Onorato e Mariella Di Lauro.

## Trama
L'ex poliziotto Davide Licata, che due anni prima è stato impegnato nella ricerca ai mandanti dello sterminio che ha ucciso tutti i componenti della sua squadra, riesce a sopravvivere a un attentato, pur rimanendo gravemente ferito e costretto ad un lungo periodo di riabilitazione. Allo stesso tempo, il sanguinario boss mafioso Amilcare Attilio Brenno stermina la vecchia Cupola, diventando il nuovo boss dell'organizzazione mafiosa. Intanto, il giudice Silvia Conti ottiene il trasferimento a Milano, dove indaga sulla misteriosa uccisione del fotografo Bellini e qui ritrova Licata, arrivato nella città lombarda in seguito alla scarcerazione per motivi di salute del faccendiere Antonio Espinosa, il quale poco prima gli aveva svelato che era stato lo stesso Bellini l'esecutore dell'attentato in cui ha rischiato la vita. Deciso a lasciar perdere tutto ed a raggiungere il figlio in America, Licata viene invece convinto dal generale Alessio Amadei a collaborare con il NOI (Nucleo Operativo Investigativo) alla ricerca del faccendiere Tano Cariddi. Davide accetta e rintraccia Tano, rifugiatosi in Senegal, e ormai in un grave stato di depressione e sotto l'uso di alcol. Lo cattura e lo riporta in Italia da Amadei il quale, con non poca fatica e la promessa di una riduzione di pena come previsto dalla legge, riesce a convincerlo a collaborare. Questi svela al nucleo l'ultimo grande affare che attualmente Cosa Nostra vuole comminare: ottenere una cospicua percentuale di un finanziamento di mille miliardi di lire che l'Europe Overseas Bank è in procinto di stanziare in aiuti umanitari per l'Africa, grazie alla complicità della stessa banca e della società dell'ex senatore Ettore Salimbeni, ritiratosi dalla politica dopo essere stato smascherato, tempo prima, da Cattani. Ma il potere di Brenno sta per essere scosso da un ben più temibile nemico, Lorenzo Ribeira, figlio di un boss siciliano che tempo prima era stato costretto a emigrare in Canada per sfuggire alla guerra di mafia degli anni '70 in Sicilia. Ribeira, forte dell'immenso patrimonio di denaro ereditato dal defunto padre, frutto di un complesso riciclaggio illecito, ha deciso di vendicare il massacro della sua famiglia, avvenuto molti anni prima proprio ad opera della mafia siciliana, ora comandata da Brenno.
Ribeira prepara un piano per distruggere l'organizzazione mafiosa di Brenno e si allea con Giuseppe Carta offrendogli in cambio la possibilità di vendicare la strage dei Linori, provocata da Tano e da Espinosa, e tira dalla sua parte anche Salimbeni, che per venti miliardi di lire accetta di fare il doppio gioco, sfilando a Brenno l'affare dell'Africa e destinando i mille miliardi della "Europe Overseas Bank", invece, ad un altro affare ben più redditizio che Ribeira sta organizzando con alcuni elementi deviati dei servizi segreti dell'Europa dell'Est. Brenno, per difendersi da Ribeira, costringe Espinosa a far pervenire alla Procura dei documenti che avviano un'inchiesta sui conti correnti dello stesso Ribeira, bloccandoli. Un'azione che Espinosa - peraltro già prossimo alla morte in quanto affetto da un male incurabile allo stato terminale - pagherà con la vita ad opera di Carta.
Intanto, al giudice Silvia Conti appare ormai chiaro che dietro all'omicidio di Bellini si nascondano i tentacoli dell'organizzazione criminale. Licata raggiunge gli uomini del generale Amadei a Vienna dove, in una banca di copertura, avviene l'incontro tra Tano, Salimbeni e Carta, e lì si scopre che il misterioso padrone di questi due ultimi intende versare i mille miliardi presso una banca di Praga, dopo averli fatti transitare in quella di Tano che gode di uno statuto speciale ed è al sicuro dai controlli della magistratura.
Anche la giudice, che sta facendo pedinare Carta, arriva nella capitale austriaca, scoprendo così il piano del NOI per risalire al nuovo capo dell'organizzazione mafiosa, avvalendosi della collaborazione di Tano Cariddi. Tra il giudice e Licata, dopo le discussioni e i chiarimenti, esplode la passione. Ma il tempo dei sentimenti è breve: Ribeira, che vuole bloccare l'inchiesta, ordina l'assassinio della Conti, mentre Brenno, scoperto il tradimento di Salimbeni, medita vendetta.
Il disegno dell'organizzazione mafiosa ormai è chiaro: invadere con la droga l'Europa dell'Est, utilizzando vecchi canali degli ex esponenti dei Servizi segreti dei paesi ex-comunisti.
Brenno, ben presto, scoprirà il tradimento di Ettore Salimbeni e di Giuseppe Carta che si sono schierati dalla parte di Ribeira e li fa uccidere, non prima però di costringere Salimbeni a rivelare i piani di Ribeira. Stesso destino tocca a Carta, eliminato in carcere dove è stato rinchiuso dopo aver tentato senza successo di uccidere Silvia Conti.
Il NOI organizza un piano strategico e si spinge fino a Praga (Cecoslovacchia), dove Tano prende contatti diretti con Otto Warfel, ex spia dei servizi segreti cecoslovacchi e pericoloso alleato di Ribeira nel gioco sporco del traffico di droga, e viene condotto da questi in Anatolia, dove ad attenderlo c'è Ribeira intenzionato a tagliar fuori per sempre Cosa Nostra dal traffico degli stupefacenti, così da mettere in ginocchio Brenno. Dal canto suo, il generale Amadei ha ormai intuito che è in corso una guerra per l'alternanza ai vertici della criminalità organizzata da due "re", le cui identità emergono grazie al doppio gioco di Tano Cariddi e, insieme a Silvia ed alla magistratura cecoslovacca, con una brillante operazione di polizia manda a monte il piano organizzato da Ribeira. Questi, fallito il progetto di annientare il nemico sottraendogli il controllo dei grandi traffici di droga, si suicida. Anche per Brenno arriva la morte, dietro ordine di suo figlio Marco che riesce ad appropriarsi, grazie a un accordo con il turco Parbo - uno dei più potenti produttori di morfina base - del monopolio della distribuzione di eroina in tutta Europa. Licata, purtroppo, è quasi in fin di vita a causa di una lesione al cervello provocata da un proiettile che i medici non erano riusciti a rimuovergli dopo l'attentato subìto. Pur tuttavia, riesce a scoprire il volto dell'uomo che più di ogni altro rappresenta il Male: si tratta del banchiere Stefan Litvak, la cui vera identità è quella del tenente Kirìù, un ex filonazista che aveva utilizzato il nome di un prigioniero ucciso nel campo di concentramento che comandava durante la Seconda guerra mondiale, per impadronirsi di tutti gli averi dei prigionieri ebrei massacrati e poi reinvestirli. Davide, avvalendosi della collaborazione di Tano, che lascia poi fuggire insieme all'amata sorella, fa arrestare Litvak, ma purtroppo muore prima che arrivi la polizia insieme a Silvia e Amadei. Ancora una volta Silvia, come già successo con Cattani, piangerà la morte dell'uomo a cui si era legata...

## Curiosità
- I nomi di alcuni personaggi, probabilmente per una banale distrazione degli addetti alla produzione, vengono inspiegabilmente stravolti: Giuseppe Carta, l'ex uomo della famiglia Linori, viene più di una volta chiamato erroneamente Giacomo Carta. Anche Amilcare Brenno, il boss, nel corso della fiction viene chiamato successivamente Attilio Brenno. Stessa cosa vale per il prof. Canevari, chiamato prof. De Rossi nel corso della fiction.
- Dario Parisini, che interpreta il ruolo di un giovane killer (quello che insieme a Giuseppe Carta insegue Irene Espinosa, che morirà durante l'inseguimento) è stato un chitarrista rock bolognese e come attore, prima che ne La Piovra 6, aveva lavorato in alcuni film di Pupi Avati, ma muore il 9 giugno 2022.